# 18e étape du Tour d'Espagne 2006
Pour un article plus général, voir Tour d'Espagne 2006.
La 18e étape du Tour d'Espagne 2006 a eu lieu le 14 septembre 2006 entre la ville de Grenade et la Sierra de la Pandera sur une distance de 153 km. Elle a été remportée par le Kazakh Andrey Kashechkin (Astana) qui s'impose devant son coéquipier et compatriote Alexandre Vinokourov. L'Espagnol José Ángel Gómez Marchante (Saunier Duval) complète le podium de l'étape. Vinokourov conserve le maillot doré de leader du classement général à l'issue de l'étape.

## Profil et parcours
Dernière étape de montagne de cette Vuelta, avec trois cols au programme, dont l'arrivée à la Sierra de la Pandera.
- Alto de Las Encebras (3e cat.)
- Alto de los Villares (2e cat.)
- Sierra de la Pandera (cat. E)

## Déroulement

### Récit
Les deux Kazakhs de l'équipe Astana, Andrey Kashechkin et Alexandre Vinokourov, sont arrivés ensemble au sommet de la Sierra de la Pandera. Ce dernier laisse la victoire à son coéquipier, Andrey Kashechkin, et renforce sa première place au classement général en reléguant Alejandro Valverde à 32 secondes.

### Points distribués
| Premier   | Benoît Poilvet France         | 4 pts |
| Second    | Olivier Kaisen Belgique       | 2 pts |
| Troisième | Raúl García de Mateos Espagne | 1 pt  |

| Premier   | Nicki Sørensen Danemark       | 4 pts |
| Second    | Raúl García de Mateos Espagne | 2 pts |
| Troisième | Olivier Kaisen Belgique       | 1 pt  |

| Premier   | Olivier Kaisen Belgique | 6 pts |
| Second    | Markel Irizar Espagne   | 4 pts |
| Troisième | Nicki Sørensen Danemark | 2 pts |
| Quatrième | Benoît Poilvet France   | 1 pts |

| Premier   | Egoi Martínez Espagne      | 10 pts |
| Second    | Iban Mayo Espagne          | 7 pts  |
| Troisième | David Arroyo Espagne       | 5 pts  |
| Quatrième | Xabier Zandio Espagne      | 3 pts  |
| Cinquième | Vladimir Karpets Russie    | 2 pts  |
| Sixième   | Alejandro Valverde Espagne | 1 pts  |

| Premier   | Andrey Kashechkin Kazakhstan       | 30 pts |
| Second    | Alexandre Vinokourov Kazakhstan    | 25 pts |
| Troisième | José Ángel Gómez Marchante Espagne | 20 pts |
| Quatrième | Alejandro Valverde Espagne         | 16 pts |
| Cinquième | Leonardo Piepoli Italie            | 12 pts |
| Sixième   | Igor Antón Espagne                 | 10 pts |
| Septième  | Samuel Sánchez Espagne             | 8 pts  |
| Huitième  | Thomas Danielson États-Unis        | 6 pts  |
| Neuvième  | Luis Perez Espagne                 | 4 pts  |
| Dixième   | Carlos Sastre Espagne              | 3 pts  |
| Onzième   | Egoi Martínez Espagne              | 2 pts  |
| Douzième  | Joaquim Rodríguez Espagne          | 1 pts  |

## Classement de l'étape
| \| Classement de l'étape \| Classement de l'étape \| Classement de l'étape \| Classement de l'étape \| Classement de l'étape \| \| Coureur \| Coureur \| Pays \| Équipe \| Temps \| \| --------------------- \| -------------------------- \| --------------------- \| ------------------------------- \| --------------------- \| \| 1er \| Andrey Kashechkin \| Kazakhstan \| Astana \| 3 h 57 min 39 s \| \| 2e \| Alexandre Vinokourov \| Kazakhstan \| Astana \| + 0 s \| \| 3e \| José Ángel Gómez Marchante \| Espagne \| Saunier Duval-Prodir \| + 30 s \| \| 4e \| Alejandro Valverde \| Espagne \| Caisse d'Épargne-Illes Balears \| + 32 s \| \| 5e \| Leonardo Piepoli \| Italie \| Saunier Duval-Prodir \| + 35 s \| \| 6e \| Igor Antón \| Espagne \| Euskaltel-Euskadi \| + 35 s \| \| 7e \| Samuel Sánchez \| Espagne \| Euskaltel-Euskadi \| + 46 s \| \| 8e \| Tom Danielson \| États-Unis \| Discovery Channel \| + 46 s \| \| 9e \| Luis Pérez Rodríguez \| Espagne \| Cofidis-Le Crédit par Téléphone \| + 48 s \| \| 10e \| Carlos Sastre \| Espagne \| CSC \| + 48 s \| |                            |            |                                 |                 |
| |                            |            |                                 |                 |
| |                            |            |                                 |                 |
| Classement de l'étape |                            |            |                                 |                 |
| Coureur | Coureur                    | Pays       | Équipe                          | Temps           |
| 1er | Andrey Kashechkin          | Kazakhstan | Astana                          | 3 h 57 min 39 s |
| 2e | Alexandre Vinokourov       | Kazakhstan | Astana                          | + 0 s           |
| 3e | José Ángel Gómez Marchante | Espagne    | Saunier Duval-Prodir            | + 30 s          |
| 4e | Alejandro Valverde         | Espagne    | Caisse d'Épargne-Illes Balears  | + 32 s          |
| 5e | Leonardo Piepoli           | Italie     | Saunier Duval-Prodir            | + 35 s          |
| 6e | Igor Antón                 | Espagne    | Euskaltel-Euskadi               | + 35 s          |
| 7e | Samuel Sánchez             | Espagne    | Euskaltel-Euskadi               | + 46 s          |
| 8e | Tom Danielson              | États-Unis | Discovery Channel               | + 46 s          |
| 9e | Luis Pérez Rodríguez       | Espagne    | Cofidis-Le Crédit par Téléphone | + 48 s          |
| 10e | Carlos Sastre              | Espagne    | CSC                             | + 48 s          |

## Classement général
Une nouvelle fois second de l'étape, le Kazakh Alexandre Vinokourov (Astana) reste en tête du classement général. Il devance toujours l'Espagnol Alejandro Valverde (Caisse d'Épargne-Illes Balears) mais porte son avance à 53 secondes. Vainqueur de l'étape, son coéquipier et compatriote Andrey Kashechkin monte sur le podium provisoire à la troisième place au détriment de Carlos Sastre (CSC). Un peu plus loin, Samuel Sánchez (Euskaltel-Euskadi) gagne une place au détriment de Manuel Beltrán (Discovery Channel) et Luis Pérez Rodríguez (Cofidis-Le Crédit par Téléphone) double le Russe Vladimir Karpets (Caisse d'Épargne-Illes Balears).
| \| Classement général \| Classement général \| Classement général \| Classement général \| Classement général \| \| Coureur \| Coureur \| Pays \| Équipe \| Temps \| \| ------------------ \| -------------------------- \| ------------------ \| ------------------------------- \| ------------------ \| \| 1er \| Alexandre Vinokourov \| Kazakhstan \| Astana \| 71 h 27 min 08 s \| \| 2e \| Alejandro Valverde \| Espagne \| Caisse d'Épargne-Illes Balears \| + 53 s \| \| 3e \| Andrey Kashechkin \| Kazakhstan \| Astana \| + 2 min 06 s \| \| 4e \| Carlos Sastre \| Espagne \| CSC \| + 2 min 51 s \| \| 5e \| José Ángel Gómez Marchante \| Espagne \| Saunier Duval-Prodir \| + 5 min 06 s \| \| 6e \| Tom Danielson \| États-Unis \| Discovery Channel \| + 7 min 05 s \| \| 7e \| Samuel Sánchez \| Espagne \| Euskaltel-Euskadi \| + 8 min 23 s \| \| 8e \| Manuel Beltrán \| Espagne \| Discovery Channel \| + 8 min 28 s \| \| 9e \| Luis Pérez Rodríguez \| Espagne \| Cofidis-Le Crédit par Téléphone \| + 10 min 04 s \| \| 10e \| Vladimir Karpets \| Russie \| Caisse d'Épargne-Illes Balears \| + 10 min 06 s \| |                            |            |                                 |                  |
| |                            |            |                                 |                  |
| |                            |            |                                 |                  |
| Classement général |                            |            |                                 |                  |
| Coureur | Coureur                    | Pays       | Équipe                          | Temps            |
| 1er | Alexandre Vinokourov       | Kazakhstan | Astana                          | 71 h 27 min 08 s |
| 2e | Alejandro Valverde         | Espagne    | Caisse d'Épargne-Illes Balears  | + 53 s           |
| 3e | Andrey Kashechkin          | Kazakhstan | Astana                          | + 2 min 06 s     |
| 4e | Carlos Sastre              | Espagne    | CSC                             | + 2 min 51 s     |
| 5e | José Ángel Gómez Marchante | Espagne    | Saunier Duval-Prodir            | + 5 min 06 s     |
| 6e | Tom Danielson              | États-Unis | Discovery Channel               | + 7 min 05 s     |
| 7e | Samuel Sánchez             | Espagne    | Euskaltel-Euskadi               | + 8 min 23 s     |
| 8e | Manuel Beltrán             | Espagne    | Discovery Channel               | + 8 min 28 s     |
| 9e | Luis Pérez Rodríguez       | Espagne    | Cofidis-Le Crédit par Téléphone | + 10 min 04 s    |
| 10e | Vladimir Karpets           | Russie     | Caisse d'Épargne-Illes Balears  | + 10 min 06 s    |

Tom Danielson, a été déclassé par l'UCI en 2012.

## Classements annexes
| Classement par points | Classement par points | Classement par points | Classement par points          | Classement par points |
| Coureur               | Coureur               | Pays                  | Équipe                         | Points                |
| --------------------- | --------------------- | --------------------- | ------------------------------ | --------------------- |
| 1er                   | Thor Hushovd          | Norvège               | Crédit Agricole                | 169 pts               |
| 2e                    | Alexandre Vinokourov  | Kazakhstan            | Astana                         | 138 pts               |
| 3e                    | Alejandro Valverde    | Espagne               | Caisse d'Épargne-Illes Balears | 131 pts               |
| 4e                    | Andrey Kashechkin     | Kazakhstan            | Astana                         | 92 pts                |
| 5e                    | Francisco Ventoso     | Espagne               | Saunier Duval-Prodir           | 89 pts                |

| Classement par points | Classement par points | Classement par points | Classement par points          | Classement par points |
| Coureur               | Coureur               | Pays                  | Équipe                         | Points                |
| --------------------- | --------------------- | --------------------- | ------------------------------ | --------------------- |
| 1er                   | Thor Hushovd          | Norvège               | Crédit Agricole                | 169 pts               |
| 2e                    | Alexandre Vinokourov  | Kazakhstan            | Astana                         | 138 pts               |
| 3e                    | Alejandro Valverde    | Espagne               | Caisse d'Épargne-Illes Balears | 131 pts               |
| 4e                    | Andrey Kashechkin     | Kazakhstan            | Astana                         | 92 pts                |
| 5e                    | Francisco Ventoso     | Espagne               | Saunier Duval-Prodir           | 89 pts                |

| Classement de la montagne | Classement de la montagne | Classement de la montagne | Classement de la montagne      | Classement de la montagne |
| Coureur                   | Coureur                   | Pays                      | Équipe                         | Points                    |
| ------------------------- | ------------------------- | ------------------------- | ------------------------------ | ------------------------- |
| 1er                       | Egoi Martínez             | Espagne                   | Discovery Channel              | 129 pts                   |
| 2e                        | Pietro Caucchioli         | Italie                    | Crédit Agricole                | 117 pts                   |
| 3e                        | Alejandro Valverde        | Espagne                   | Caisse d'Épargne-Illes Balears | 98 pts                    |
| 4e                        | Andrey Kashechkin         | Kazakhstan                | Astana                         | 84 pts                    |
| 5e                        | Alexandre Vinokourov      | Kazakhstan                | Astana                         | 82 pts                    |

| Classement de la montagne | Classement de la montagne | Classement de la montagne | Classement de la montagne      | Classement de la montagne |
| Coureur                   | Coureur                   | Pays                      | Équipe                         | Points                    |
| ------------------------- | ------------------------- | ------------------------- | ------------------------------ | ------------------------- |
| 1er                       | Egoi Martínez             | Espagne                   | Discovery Channel              | 129 pts                   |
| 2e                        | Pietro Caucchioli         | Italie                    | Crédit Agricole                | 117 pts                   |
| 3e                        | Alejandro Valverde        | Espagne                   | Caisse d'Épargne-Illes Balears | 98 pts                    |
| 4e                        | Andrey Kashechkin         | Kazakhstan                | Astana                         | 84 pts                    |
| 5e                        | Alexandre Vinokourov      | Kazakhstan                | Astana                         | 82 pts                    |

| Classement du combiné | Classement du combiné      | Classement du combiné | Classement du combiné          | Classement du combiné |
| Coureur               | Coureur                    | Pays                  | Équipe                         | Points                |
| --------------------- | -------------------------- | --------------------- | ------------------------------ | --------------------- |
| 1er                   | Alexandre Vinokourov       | Kazakhstan            | Astana                         | 8 pts                 |
| 2e                    | Alejandro Valverde         | Espagne               | Caisse d'Épargne-Illes Balears | 8 pts                 |
| 3e                    | Andrey Kashechkin          | Kazakhstan            | Astana                         | 11 pts                |
| 4e                    | Carlos Sastre              | Espagne               | CSC                            | 18 pts                |
| 5e                    | José Ángel Gómez Marchante | Espagne               | Saunier Duval-Prodir           | 24 pts                |

| Classement du combiné | Classement du combiné      | Classement du combiné | Classement du combiné          | Classement du combiné |
| Coureur               | Coureur                    | Pays                  | Équipe                         | Points                |
| --------------------- | -------------------------- | --------------------- | ------------------------------ | --------------------- |
| 1er                   | Alexandre Vinokourov       | Kazakhstan            | Astana                         | 8 pts                 |
| 2e                    | Alejandro Valverde         | Espagne               | Caisse d'Épargne-Illes Balears | 8 pts                 |
| 3e                    | Andrey Kashechkin          | Kazakhstan            | Astana                         | 11 pts                |
| 4e                    | Carlos Sastre              | Espagne               | CSC                            | 18 pts                |
| 5e                    | José Ángel Gómez Marchante | Espagne               | Saunier Duval-Prodir           | 24 pts                |

| Classement par équipes | Classement par équipes         | Classement par équipes | Classement par équipes |
| Équipe                 | Équipe                         | Pays                   | Temps                  |
| ---------------------- | ------------------------------ | ---------------------- | ---------------------- |
| 1re                    | Discovery Channel              | États-Unis             | 213 h 55 min 53 s      |
| 2e                     | Astana                         | Espagne                | + 15 min 21 s          |
| 3e                     | Caisse d'Épargne-Illes Balears | Espagne                | + 15 min 44 s          |
| 4e                     | Euskaltel-Euskadi              | Espagne                | + 30 min 01 s          |
| 5e                     | CSC                            | Danemark               | + 53 min 59 s          |

| Classement par équipes | Classement par équipes         | Classement par équipes | Classement par équipes |
| Équipe                 | Équipe                         | Pays                   | Temps                  |
| ---------------------- | ------------------------------ | ---------------------- | ---------------------- |
| 1re                    | Discovery Channel              | États-Unis             | 213 h 55 min 53 s      |
| 2e                     | Astana                         | Espagne                | + 15 min 21 s          |
| 3e                     | Caisse d'Épargne-Illes Balears | Espagne                | + 15 min 44 s          |
| 4e                     | Euskaltel-Euskadi              | Espagne                | + 30 min 01 s          |
| 5e                     | CSC                            | Danemark               | + 53 min 59 s          |